# Ludoș
Ludoș là một xã thuộc hạt Sibiu, România. Dân số thời điểm năm 2002 là 803 người.